# Secrétaire général de préfecture
Pour les articles homonymes, voir Secrétaire général.
Un secrétaire général de préfecture est un fonctionnaire civil de l'administration française.

## Fonctions
Le secrétaire général de préfecture est le premier collaborateur du préfet de département, qu'il assiste dans l'exercice de ses missions générales. Sous l'autorité de ce dernier, il a la charge de la conduite des politiques interministérielles, de la gestion des grands dossiers départementaux et de l'impulsion donnée aux actions de l'État dans le département. Il bénéficie d'une large délégation de signature. Il est chargé des relations avec les agents de la préfecture et gère le budget et le patrimoine de la préfecture.
Le secrétaire général de préfecture remplace le préfet, en cas d'absence ou de vacance de celui-ci. Il est le sous-préfet de l'arrondissement chef-lieu.
Il est assisté par les services administratifs de la préfecture, regroupés en un certain nombre de directions, dont l'intitulé varie selon les préfectures. Il a sous ses ordres un contrôleur de gestion chargé du contrôle de gestion et de l'évaluation.

## Histoire
La fonction de secrétaire général de préfecture est instituée par la loi du 28 pluviôse An VIII (17 février 1800) . Une ordonnance du 20 décembre 1815 décide, dans un but d'économie, de réunir les fonctions de sous-préfet de l'arrondissement du chef-lieu de département et de secrétaire général de préfecture : les secrétaires généraux de préfectures sont assimilés à des sous-préfets. Les secrétaires généraux de préfecture sont supprimés par l'ordonnance du 1er août 1817, puis rétablis par l'ordonnance du 1er mai 1820.